# Myra Keaton
Myra Edith Keaton (née Cutler; 13 de marzo de 1877 – 21 de julio de 1955) fue una artista de vodevil y actriz de cine estadounidense. Fue la madre del actor Buster Keaton.

## Primeros años y carrera
Myra Keaton nació el 13 de marzo de 1877, en Modale, Iowa, siendo hija de Frank Cutler y Sarah Elizabeth (née Shaffer). Tenía un hermano mayor, Burt Melvin Cutler, y dos medios hermanos menores, Clinton M. Cutler y Marine (Mel) Cutler.[cita requerida]
Cuando eran adolescentes, Myra y Burt empezaron a viajar y actuar en el programa de medicina de su padre. Joe Keaton se unió al espectáculo mientras viajaban por el territorio de Oklahoma en 1893. Myra y Joe se casaron el 31 de mayo de 1894, y comenzaron a actuar juntos en varios espectáculos de medicina y vodevil. Sus hijos fueron los actores Buster Keaton (né Joseph Frank Keaton), Harry Keaton y Louise Keaton. A los cuatro años, Buster se unió oficialmente al acto de vodevil de la familia, que era anunciado como "The Three Keatons". Myra y Buster abandonaron el acto en 1917, como resultado de los problemas derivados de la bebida de Joe Keaton.

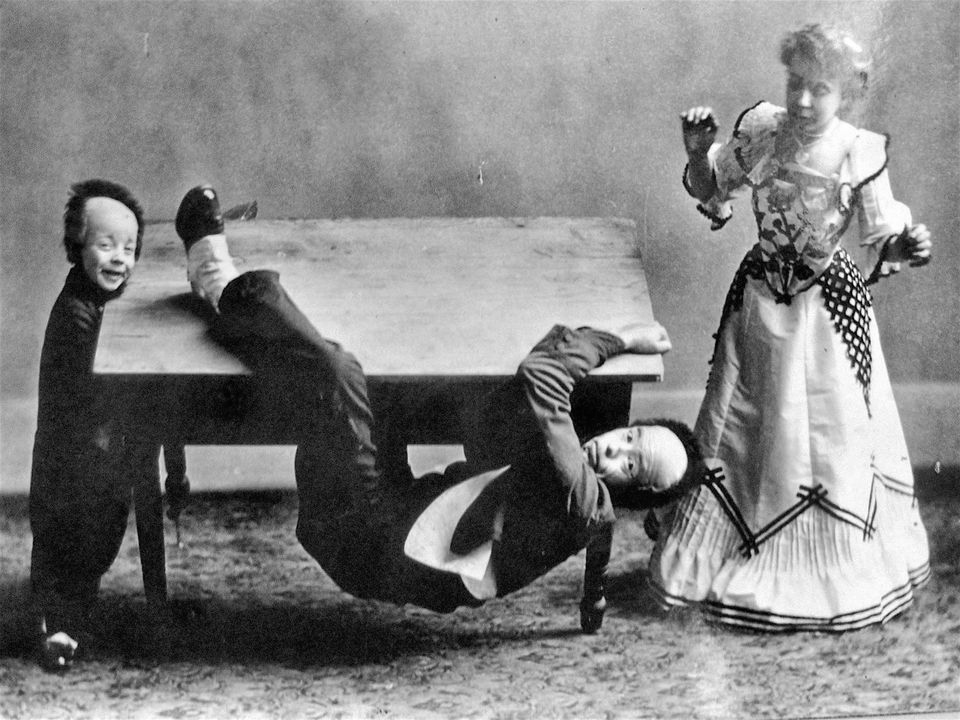
Buster Keaton, de seis años, con sus padres Myra y Joe Keaton durante un acto de vodevil

Todos los miembros de la familia Keaton aparecieron ocasionalmente en las comedias mudas y sonoras de Buster. Aunque se distanciaron en años posteriores, Myra siguió casada con Joe hasta su muerte en 1946.

## Muerte
Keaton murió el 21 de julio de 1955, en Los Ángeles, California, a los 78 años. Está enterrada en el Glen Haven Memorial Park en Sylmar, California.